# Płatnirowskaja
Płatnirowskaja (ros. Платнировская) – stanica w Rosji, w Kraju Krasnodarskim, w rejonie korienowskim. W 2010 liczyła 12 004 mieszkańców.